# Edward Baldwin (4e comte Baldwin de Bewdley)
Pour les articles homonymes, voir Baldwin.
Edward Alfred Alexander Baldwin (né le 3 janvier 1938 et mort le 16 juin 2021), 4e comte Baldwin de Bewdley, est un éducateur britannique, pair héréditaire et ancien membre Crossbench de la Chambre des lords.

## Biographie

### Jeunesse
Edward Baldwin est né le 3 janvier 1938. Il est le seul enfant d'Arthur Baldwin (3e comte Baldwin de Bewdley) (en) et de Joan Elspeth Tomes (1901–1980). Ses grands-parents paternels sont Lucy Baldwin et Stanley Baldwin, trois fois premier ministre du Royaume-Uni. Ses grands-parents maternels sont Harriot Hancock et Charles Alexander Tomes, un marchand né aux États-Unis, dirigeant de Shewan, Tomes & Co.

### Éducation et carrière
Edward Baldwin fait ses études au Collège d'Eton et à Trinity College, Cambridge, où il étudie les langues modernes et le droit. Avant d'entrer à Trinity, il sert de 1956 à 1958 en tant que sous-lieutenant dans le Corps du renseignement. Entre 1970 et 1987, il occupe divers postes dans le domaine de l'éducation, d'abord comme enseignant (enseignant l'allemand et le français) et plus tard comme officier régional de l'éducation (Area Education Officer) pour l'Oxfordshire de 1980 à 1987.
À la mort de son père en 1976, Edward Baldwin devient membre de la Chambre des lords et est l'un des 90 pairs héréditaires élus pour rester après l'adoption de la House of Lords Act 1999. À la Chambre des lords, il est coprésident du Groupe parlementaire pour la médecine alternative et complémentaire en 1992 et membre du Comité spécial d'enquête sur la médecine complémentaire et alternative de 1999 à 2000. Il siège comme crossbencher jusqu'à sa retraite en vertu de la House of Lords Reform Act 2014 en mai 2018.

### Vie privée
En 1970, Edward Baldwin épouse Sarah James (décédée en 2001), fille aînée d'Evan James, d'Upwood Park à Abingdon, comté de Berkshire. Ils vivent au Manor Farm House à Upper Wolvercote, Oxford, et sont les parents de trois fils :
- Benedict Alexander Stanley Baldwin, vicomte Corvedale (né en 1973), héritier du comté ;
- James Conrad Baldwin (né en 1976) ;
- Mark Thomas Maitland Baldwin (né en 1980).

En 2015, Edward Baldwin épouse la sculptrice Lydia Segrave, veuve de l'économiste Ian Little (en).